# Bolt Thrower
A Bolt Thrower egy angol death metal zenekar, mely 1986-ban alakult. Első két lemezükön még Crust punk és grindcore hatásokkal kevert death metalt játszottak, majd az 1991-es Warmaster albumon kezdték játszani azt a fajta középtempós death metalt, melyben nagy szerep jut a doom metal elemeknek is, és amely azóta védjegyüknek számít. A zenekar szövegvilágának középpontjában a háborúk, csaták állnak.

## Pályafutás
1986 szeptemberében alakult az együttes, olyan előadók hatására, mint a Slayer, a Crass és a Discharge.
Az első demó 1987-ben jelent meg In Battle There Is No Law címmel, melyet a Concession of Pain követett 1987-ben. 1988-ban John Peel a BBC rádió műsorvezetője is felfigyelt a zenekarra, aminek következtében szerződést kaptak a Vinyl Solution kiadótól.
Az első lemez 1988-ban jelent meg In Battle There Is No Law címmel. A korong még inkább a grindcore stílusba sorolható zenét tartalmazott, csakúgy mint a második lemez a Realm of Chaos – Slaves to Darkness, mely a lényegesen nagyobb befolyással rendelkező Earache Records kiadásában jelent meg. A lemez megjelenését követően részt vettek a Grindcrusher Tour koncertsorozaton a Carcass, a Morbid Angel, és a Napalm Death társaságában. 1990-ben egy EP-t is kiadtak Cenotaph cím alatt.
Colin Richardson producerkedésével vették fel a harmadik lemezt, az 1991-es Warmastert, melyen már a rájuk jellemző doomosan vontatott, súlyos death metal hallható. A borítót (elődjéhez hasonlóan) ismét a Games Workshop nevű angol játék, kiskereskedelmi vállalat készítette. A lemez turnéja során Amerikában is adtak koncerteket, majd megjelent a The Peel Sessions 1988–90 című válogatáslemez.
A következő album a The IVth Crusade címet kapta, mely elnevezés egyfelől utalás volt a negyedik keresztes hadjáratra másrészt pedig utalt arra, hogy a zenekar negyedik lemeze készült el. A korong még lassabb dalokat tartalmazott mint elődje, az európai turnén pedig a Grave és a Vader zenekarokkal játszottak.
1994-ben új lemez jelent meg ...For Victory címmel, melynek rögzítése után Karl Willetts és Andrew Whale elhagyta a zenekart. Helyükre Martin Van Drunen és Martin Kearns érkezett. 1995-ben és 1996-ban két európai turnét bonyolítottak le, majd Martin Van Drunen távozott a zenekarból. Helyére Dave Ingram állt be, aki korábban a Benediction tagja volt. Martin Kearns is elhagyta a zenekart, így Alex Thomas ült be a dobok mögé.
Mivel a zenekar nem volt elégedett a ...For Victory album eladási eredményeivel, így elváltak az Earache Records-tól, és a Metal Blade-hez szerződtek.
Mercenary címmel jelent meg a következő album, melynek megjelenése után az Earache kiadó egy gyűjteményes anyagot dobott piacra (Who Dares Wins). A Mercenary boltokba kerülése után megkezdődött az Into the Killing Zone névre keresztelt európai turné Dave Ingram énekessel.
2001-ben új albumot készítettek, mely Honour – Valour – Pride címmel került a lemezboltok polcaira. A felvételek befejeztével Martin Kearns visszatért a zenekarba, Alex Thomas viszont kilépett. A lemezt Európában és Amerikában is megturnéztatták, majd Dave Ingram egészségügyi okokra hivatkozva elhagyta a zenekart.
2004 novemberében bejelentették Karl Willetts visszatérését, majd megkezdődtek a Those Once Loyal album felvételei. A lemez kiváló kritikákban részesült, a zenekar egyik legerősebb produktuma került kiadásra. A megjelenést európai turné követte 2006 januárjában és februárjában. A turné második szakasza Skandináviában, Angliában és Spanyolországban zajlott, azonban az amerikai körutat pénzügyi támogatás hiányában lemondani kényszerültek. A zenekar jelenleg a Metal Blade-től való kilépés esélyeit fontolgatja, bár már megkezdődtek a még cím nélküli új album munkálatai.
Időközben az Earache Records a zenekar engedélye nélkül kezdett el árusítani Bolt Thrower lemezeket, mire az együttes tagjai arra biztatták a rajongókat, hogy ne vegyék meg ezeket a kiadványokat, valamint azt állítják, hogy nem részesülnek a jogdíjakból.

## Diszkográfia
- In Battle There Is No Law (Vinyl Solution, 1988)
- Realm of Chaos – Slaves to Darkness (Earache Records, 1989),
- War Master (Earache Records, 1991)
- The IVth Crusade (Earache Records, 1992)
- ...For Victory (Earache Records, 1994)
- Mercenary (Metal Blade Records, 1998)
- Honour – Valour – Pride (Metal Blade Records, 2001)
- Those Once Loyal (Metal Blade Records, 2005)

Koncertlemezek:
- War (Earache Records, 1994)

Válogatáslemezek:
- The Peel Sessions 1988–90 (Strange Fruit, 1991)
- Who Dares Wins (Earache Records, 1998)

EP-k:
- The Peel Session (Strange Fruit, 1988)
- Cenotaph (Earache Records, 1990)
- Spearhead (Earache Records, 1993)
- Flexi 7inch from White dwarf magazine (Earache Records, 1989?)

Demók:
- In Battle There Is No Law (kazetta, 1987)
- Concession of Pain (kazetta, 1987)

## Tagok
Jelenlegi Tagok:
- Barry "Baz" Thomson – gitár (1986–)
- Gavin Ward – gitár, basszusgitár (a Concession of Pain demón) (1986–)
- Jo Bench – basszusgitár (1987–)
- Martin "Kiddie" Kearns – dob (1994–1997, 2000–)
- Karl Willetts – ének (1987–1994, 2004–)

Egykori tagok:
- Alex Tweedy – basszusgitár (1987)
- Alan West – ének (1986–1988)
- Dave Ingram – ének (1997, 1998–2004)
- Martin van Drunen – ének (1995–1997)
- Alex Thomas – dob (1997–1999)
- Andy Whale – dob (1986–1994)